# Важка рідина
Рідина важка — рідина із значною густиною ρ (до 5300 кг/м3), різновид важких середовищ, які застосовуються в збагаченні корисних копалин. Використовується для виділення важких металів з пухких або подрібнених гірських порід і органічних залишків, дослідження корисних копалин, виконання фракційного аналізу тощо.
Важка рідина повинна відповідати наступним вимогам:
- — густина рідини повинна бути значно більшою густини легкого мінералу, повинна бути регульованою і не повинна змінюватися з часом;
- — в'язкість рідини і її розчинність у воді повинні бути мінімальними;
- — токсичність рідини повинна бути в межах санітарних норм і вона не повинна взаємодіяти з розділюваними мінералами;
- — рідина повинна мати високу здатність до регенерації, а її вартість не повинна бути високою.

Найбільш повно цим вимогам відповідає тетраброметан (нетоксичний, недорогий, не розчинюється в воді і т. д.).
Аналогічні вимоги висуваються і до технічних важких суспензій.
Найпоширеніші важкі рідини: рідина Туле (ρ = 3190 кг/м3), бромоформ (2900 кг/м3), рідина Сушина (3450 кг/м3), чотирихлористий вуглець.